# تسونئو فوکوهارا
تسونئو فوکوهارا (ژاپنی: 普久原恒勇؛ ۱۴ نوامبر ۱۹۳۲ – ۱ نوامبر ۲۰۲۲) آهنگساز و تهیه‌کنندهٔ موسیقی اهل ژاپن بود.

## زندگی و حرفه
فوکوهارا در اوساکا به دنیا آمد و فرزندخواندهٔ فوکوهارا چوکی، آهنگساز و تهیه‌کنندهٔ موسیقی بود. او اوایل زندگی خود را در اوکیناوا گذراند و در کالج موسیقی اوساکا به تحصیل در زمینهٔ موسیقی کلاسیک مشغول شد. او درآمیختن سبک سنتی اوکیناوا با عناصری از سایر ژانرهای محبوب مانند موسیقی کلاسیک، ریتم اند بلوز و بوسا نووا پیشگام بود و ساخته‌های عجیب او به‌عنوان «ملودی‌های فوکوهارا» (普久原メロディー) شناخته می‌شود.
فوکوهارا فعالیت حرفه‌ای خود را در سال ۱۹۶۱ آغاز کرد و در طول فعالیت حرفه‌ای خود بیش از ۵۰۰ آهنگ ساخت. یکی از شناخته‌شده‌ترین ساخته‌های او، آهنگ «باشوفو» (۱۹۶۵) است که توسط هنرمندان محبوبی مانند ریمی ناتسوکاوا و توکیکو کاتو ضبط شده‌است. او در طول فعالیت خود جوایز و افتخارات مختلفی از جمله دستاورد مادام‌العمر جایزه فرهنگ موسیقی جاسراک در سال ۲۰۱۴ را دریافت کرد. فوکوهارا در ۱ نوامبر ۲۰۲۲ بر اثر تنگی آئورت در سن ۸۹ سالگی درگذشت.